# Иванковачка улица (Београд)
| Иванковачка улица | Иванковачка улица              |
| ----------------- | ------------------------------ |
|                   |                                |
| Општина           | Палилула (Београд)             |
| Почетак           | Улица краљице Марије (Београд) |
| Дужина            | 350 m                          |
| Ширина            | 7 m                            |
| Створена          | 1872. године                   |
| Названа           | 1896. године                   |
| Стари називи      | Дуванџијска улица              |
|                   |                                |
|                   |                                |
|                   |                                |

Иванковачка улица се налази у Београду на Општини Палилула, област Жагубица. Улица се протеже од Краљице Марије 103, између Рузвелтове и Владетине, до Цвијићеве. Дужина улице је око 350 метара.

## Историјат
Иванковачка улица носи ово име од 1896. године, па све до данас. А претходни назив улице је био Дуванџијска, и то име носила од 1878. године до 1896. године.

## О пореклу назива улице
Улица Иванковачка је добила име по брду Иванковац које се налази код Ћуприје, а представља поприште прве битке српских устаника са регуларном турском војском.

## Значајни објекти у близини
У близини Иванковачке улице се налазе бројни кафићи, ресторани, мењачнице, апотеке, продавнице прехрамбене робе и факултети.
- Машински факултет, Универзитет у Београду
- Технолошко-металуршки факултет, Универзитет у Београду
- Студентски дом Краљ Александар I у Београду
- Eлектротехнички факултет, Универзитет у Београду
- Универзитетска библиотека Светозар Марковић

## Линије градског превоза
Линије градског превоза које пролазе у близине Иванковачке улице су бројне. To су линије градског превоза које пролазе кроз улицу краљице Марије.. 
- Aутобуси: 33, 48, 65, 74, 79, Па - Бг
- Трамваји: 10, 12, 5
- Воз: Бг:ВОЗ1, Бг:ВОЗ4